# Diócesis de San Marco Argentano-Scalea
La diócesis de San Marco Argentano-Scalea (en latín: Dioecesis Sancti Marci Argentanensis-Scaleensis y en italiano: Diocesi di San Marco Argentano-Scalea) es una circunscripción eclesiástica de la Iglesia católica en Italia. Se trata de una diócesis latina, sufragánea de la arquidiócesis de Cosenza-Bisignano. Desde el 10 de diciembre de 2022 su obispo es Stefano Rega.

## Territorio y organización

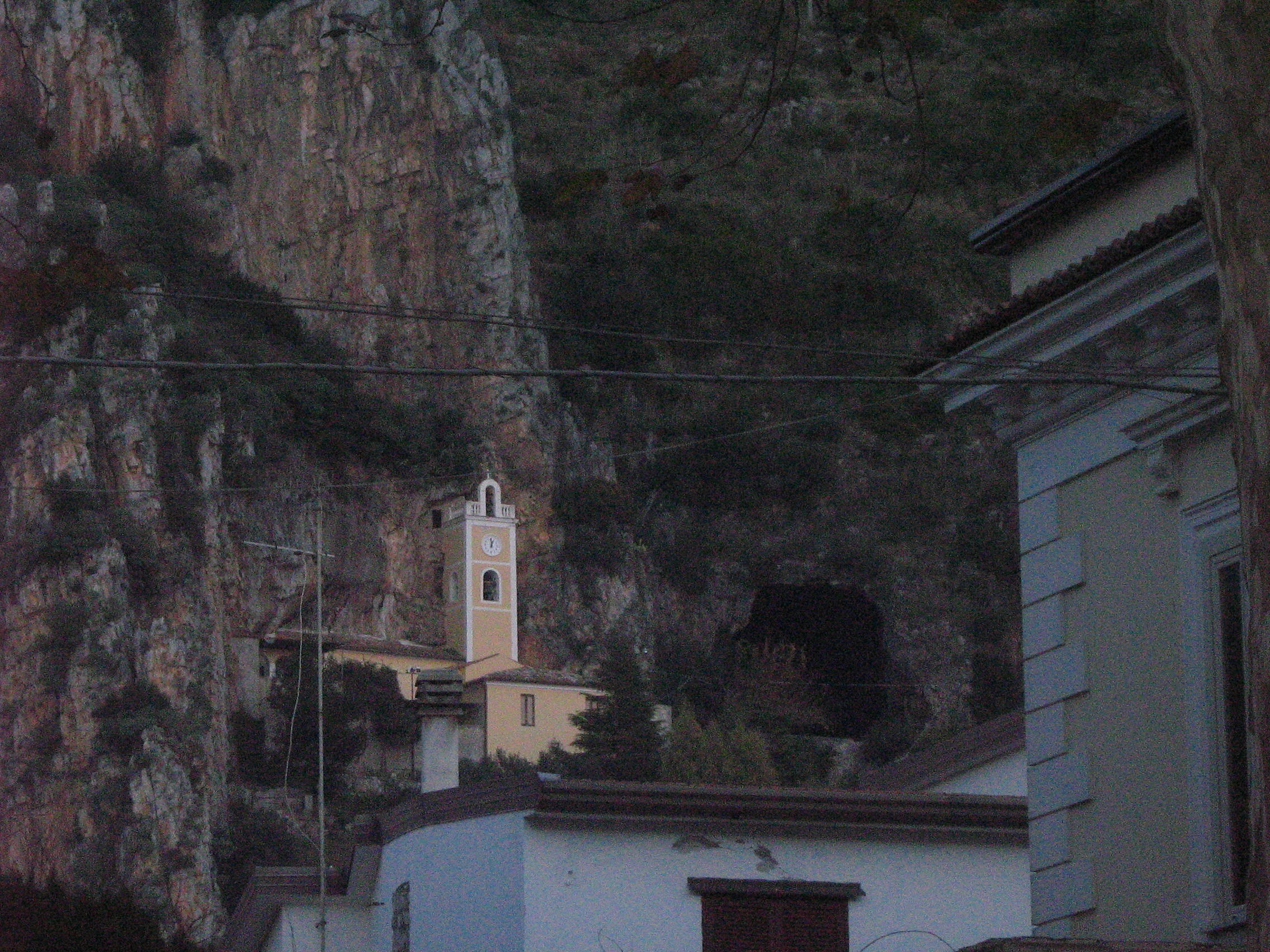
Santuario de Santa María de la Gruta, en Praia a Mare

La diócesis tiene 1142 km² y extiende su jurisdicción sobre los fieles católicos de rito latino residentes en 32 comunas de la provincia de Cosenza de la región de Calabria: Acquappesa, Aieta, Belvedere Marittimo, Bonifati, Buonvicino, Cervicati, Cerzeto, Cetraro, Diamante, Fagnano Castello, Grisolia, Guardia Piemontese, Maierà, Malvito, Mongrassano, Mottafollone, Orsomarso, Papasidero, Praia a Mare, Roggiano Gravina, San Donato di Ninea, San Marco Argentano, San Nicola Arcella, San Sosti, Sangineto, Santa Caterina Albanese, Santa Domenica Talao, Santa Maria del Cedro, Sant'Agata di Esaro, Scalea, Tortora y Verbicaro.
La sede de la diócesis se encuentra en la ciudad de San Marco Argentano, en donde se halla la Catedral de San Nicolás. En San Sosti se halla el santuario basílica de la Virgen del Pettoruto. La diócesis incluye otros tres santuarios: Santa María de la Gruta, en Praia a Mare, San Francisco de Paula, en Verbicaro, y Santa María de Monte Serra, en Cetraro.
En 2022 en la diócesis existían 65 parroquias agrupadas en 3 vicarías: San Marco Argentano, Scalea y Belvedere Marittimo.

## Historia
El origen de la diócesis de San Marco en Calabria es incierto y controvertido. Un animado debate entre historiadores en la segunda mitad del siglo XX destacó dos hipótesis distintas sobre el nacimiento de la diócesis, cada una respaldada por pruebas convincentes.
La primera tesis, apoyada por un historiador local, Francesco Russo, es todavía sostenida hoy por Luigi Gazzaneo, archivero de la diócesis, y por el autor de la entrada sobre la diócesis en la obra colectiva Le diocese d'Italia. De sus estudios se desprende que la diócesis de San Marco fue erigida por Roberto Guiscardo después de 1065 y antes de su muerte en 1085; el primer obispo documentado es Godoino, Argentanae urbis archiepiscopus, que estuvo presente en Bari en el traslado de las reliquias de san Nicolás de Mira en 1087; sólo más tarde, hacia finales del siglo XII o quizás principios del siglo XIII, la diócesis de Malvito, cuyos obispos aún estarían documentados a lo largo del siglo XII, fue suprimida y su territorio anexado al de San Marco.
La segunda tesis es la tradicional, ya sostenida por Barrio en 1570, retomada por Ferdinando Ughelli en el siglo XVII, reiterada a principios del siglo XX por Paul Fabre y Jules Gay, y finalmente apoyada más recientemente por Emanuele Conti en las páginas de la revista Archivio Storico per la Calabria e la Lucania, por Paul Fridolin Kehr y por el autor de la entrada sobre la diócesis de Malvito en la obra Le diocese de Italia. Según estos autores, la diócesis de San Marco es heredera de la diócesis de Malvito. Así se menciona, entre las sufragáneas de Salerno, en una bula del papa Juan XV de 989, que delimitaba la recién creada provincia eclesiástica de Salerno; esta sufraganidad es confirmada varias veces por papas posteriores hasta 1058. Se conocen los nombres de algunos obispos de Malvito: Lorenzo en 1065, Gualtiero I en 1087, Pietro en 1122 y Gualtiero II en 1144, quienes luego trasladarían la sede a San Marco, poniendo fin a la diócesis de Malvito.
Ciertamente la diócesis de San Marco fue erigida por los normandos, que habían hecho de la ciudad lombarda el centro de sus operaciones militares para la conquista del valle de Cratis (1048-1085). La iglesia de San Nicolás, ya conocida desde 1087, cuando, junto con sus dependencias, fue concedida por el duque Ruggero Borsa al obispo de Malvito Gualtiero I, se convirtió en la catedral de la diócesis.
Cerca de San Marco se encontraba la importante abadía de Santa María de la Matina, de la Orden de San Benito, fundada hacia 1060 e inmediatamente puesta bajo la protección de la Santa Sede. Además de las benedictinas de Matina, la diócesis incluía otras dos abadías, la de San Sozonte y la comúnmente conocida como monasterio de Buonvicino, fundada por san Ciriaco. A finales del siglo XVIII existían también dieciocho monasterios, entre ellos el de la Orden de Frailes Menores de San Marco Argentano, fundado por Pietro Cathin, discípulo de san Francisco de Asís.
En 1479 el duque de San Marco Gerónimo Sanseverino concedió a la mensa episcopal de San Marco jurisdicción civil y otros derechos feudales sobre Mongrassano, aldea repoblada por refugiados albaneses, y desde ese momento los obispos de la diócesis pudieron ostentar el título de barones de Mongrassano.
En las sesiones del Concilio de Trento participaron los obispos Coriolano Martirano, Fabrizio Landriano y Guglielmo Sirleto, futuro cardenal. El obispo Giovanni Antonio Grignetta fue responsable de la creación del seminario diocesano en 1580, mientras que un poco más tarde el obispo Giovan Battista Indelli convocó el primer sínodo en 1627.
El 27 de junio de 1818, mediante la bula De utiliori del papa Pío VII, San Marco, vacante desde hacía ocho años, fue unida aeque principaliter a la diócesis de Bisignano.
Tras el período napoleónico y los largos períodos de sede vacante, la diócesis tuvo que ser reconstruida. Esta importante tarea recayó en el obispo Felice Greco (1824-1840): «restauró las catedrales, episcopios y seminarios y construyó con sus propios fondos el santuario de Pettoruto, centro de devoción mariana dedicado a la Natividad de la Virgen». En la segunda mitad del siglo XIX el obispo Livio Parladore trabajó durante 39 años reconstruyendo las estructuras diocesanas después de dos terremotos que sacudieron las dos sedes episcopales, y participó en el Concilio Vaticano I, donde pronunció un discurso a favor del dogma de la infalibilidad papal.
En 1834 la diócesis se amplió incorporando el territorio de Cetraro, que hasta entonces estaba bajo la jurisdicción de la abadía territorial de Montecasino.
El 4 de abril de 1979 sufrió nuevos cambios territoriales bajo la bula Quo aptius del papa Juan Pablo II, que puso fin a la unión con Bisignano; de hecho, el territorio del vicariato de Scalea, que pertenecía a la diócesis de Cassano all'Jonio, y que incluía las comunas de Scalea, Aieta, Orsomarso, Papasidero, Praia a Mare, San Nicola Arcella, Santa Domenica Talao, Santa Maria del Cedro, Tortora y Verbicaro, fue agregado a la diócesis; al mismo tiempo la diócesis asumió su nombre actual.
El 22 de octubre de 1994, con la carta apostólica Sanctus Marcus, el papa Juan Pablo II confirmó a san Marcos el Evangelista como patrono de la diócesis.
El último cambio territorial se remonta al 10 de noviembre de 1997, cuando se agregaron a la diócesis las parroquias de Acquappesa, Intavolata y Guardia Piemontese, que dependían de la arquidiócesis de Cosenza-Bisignano, mediante el decreto Ad uberius praesentis.
El 30 de enero de 2001, la diócesis, que desde sus orígenes estuvo inmediatamente sujeta a la Santa Sede, pasó a formar parte de la provincia eclesiástica de la arquidiócesis de Cosenza-Bisignano mediante la bula Maiori Christifidelium del papa Juan Pablo II.

## Estadísticas
Según el Anuario Pontificio 2023 la diócesis tenía a fines de 2022 un total de 112 580 fieles bautizados.
| Año                                                                             | Población            | Población | Población      | Sacerdotes | Sacerdotes    | Sacerdotes    | Bautizados por sacerdote | Diáconos permanentes | Religiosos | Religiosos | Parroquias |
| Año                                                                             | Bautizados católicos | Total     | % de católicos | Total      | Clero secular | Clero regular | Bautizados por sacerdote | Diáconos permanentes | Varones    | Mujeres    | Parroquias |
| ------------------------------------------------------------------------------- | -------------------- | --------- | -------------- | ---------- | ------------- | ------------- | ------------------------ | -------------------- | ---------- | ---------- | ---------- |
| Diócesis de San Marco Argentano y Bisignano                                     |                      |           |                |            |               |               |                          |                      |            |            |            |
| 1949                                                                            | ?                    | 145 000   | ?              | 117        | 97            | 20            | ?                        |                      | 25         | 110        | 72         |
| 1969                                                                            | 148 192              | 148 192   | 100.0          | 110        | 89            | 21            | 1347                     |                      | 30         | 182        | 79         |
| Diócesis de San Marco Argentano-Scalea                                          |                      |           |                |            |               |               |                          |                      |            |            |            |
| 1980                                                                            | 110 000              | 110 000   | 100.0          | 72         | 61            | 11            | 1527                     |                      | 16         | 115        | 65         |
| 1990                                                                            | 105 400              | 108 400   | 97.2           | 83         | 74            | 9             | 1269                     | 1                    | 9          | 110        | 60         |
| 1999                                                                            | 107 000              | 112 472   | 95.1           | 83         | 76            | 7             | 1289                     | 1                    | 7          | 98         | 64         |
| 2000                                                                            | 108 600              | 113 700   | 95.5           | 87         | 80            | 7             | 1248                     | 1                    | 7          | 98         | 64         |
| 2001                                                                            | 110 172              | 112 172   | 98.2           | 97         | 90            | 7             | 1135                     | 1                    | 7          | 106        | 64         |
| 2002                                                                            | 110 172              | 112 472   | 98.0           | 92         | 85            | 7             | 1197                     | 2                    | 7          | 106        | 64         |
| 2003                                                                            | 108 512              | 110 777   | 98.0           | 92         | 85            | 7             | 1179                     | 3                    | 7          | 105        | 64         |
| 2004                                                                            | 108 512              | 110 777   | 98.0           | 93         | 86            | 7             | 1166                     | 3                    | 7          | 105        | 64         |
| 2010                                                                            | 111 049              | 113 722   | 97.6           | 89         | 82            | 7             | 1247                     | 3                    | 8          | 80         | 64         |
| 2014                                                                            | 112 600              | 115 600   | 97.4           | 76         | 74            | 2             | 1481                     | 10                   | 3          | 70         | 64         |
| 2017                                                                            | 114 300              | 117 500   | 97.3           | 74         | 72            | 2             | 1544                     | 10                   | 3          | 60         | 65         |
| 2020                                                                            | 113 715              | 116 900   | 97.3           | 72         | 72            |               | 1579                     | 10                   | 1          | 49         | 65         |
| 2022                                                                            | 112 580              | 115 000   | 97.9           | 72         | 72            |               | 1563                     | 12                   |            | 47         | 65         |
| Fuente: Catholic-Hierarchy, que a su vez toma los datos del Anuario Pontificio. |                      |           |                |            |               |               |                          |                      |            |            |            |

## Episcopologio

### Obispos de San Marco
- Godoino? † (mencionado en 1087)
- Guglielmo † (mencionado en 1157)[17]
- Ruben † (antes de 1171-después de 1183)[17]
- Unfredo † (antes de 1195[nota 4]-después de 1199)
- Nicola † (menzionato electus en 1206)[17]
- Andrea † (antes de 1216[nota 5]-después de 1236)[nota 6]
- Anónimo † (mencionado en 1240)[18]
- Marco (o Mario)? † (?-10 o 18 o 28 de julio de 1256 nombrado obispo de Policastro)[nota 7]
- Fabiano † (10 o 18 o 28 de julio de 1256-después de 1258)
- Anónimo † (mencionado en 1267)[nota 8]
- Mirabello o Marabello † (antes del 28 de julio de 1269[nota 9]-circa 1275 falleció)
- Pietro da Morano, O.F.M. † (7 de abril de 1275-?)
- Francesco Taverna, O.F.M. † (?-circa 1278/1280 falleció)
- Marco Mirabello † (5 de diciembre de 1281-25 de febrero de 1286 nombrado obispo de Sorrento)
- Manfredo † (28 de enero de 1287-1321 falleció)
- Tommaso, O.Cist. † (26 de agosto de 1323-1348 falleció)
- Bertuccio † (3 de octubre de 1348-1349 falleció)
- Giovanni † (18 de mayo de 1349-1355 falleció)
- Nicola † (30 de octubre de 1374-? falleció)
  - Pietro Roncella † (24 de octubre de 1379-?) (antiobispo)
- Filippo da Ligorio o Ligonio † (antes de 1380-después de 1384)
- Tommaso de Mari † (mencionado en 1397)
- Domenico da Sora, O.F.M. † (30 de julio de 1399-1400 falleció)
- Mainerio, O.S.B. † (11 de junio de 1400-1404 falleció)
- Ludovico Embriaco dei Brancaccio, O.S.B. † (17 de marzo de 1404-1435 falleció)
- Antonio Calà Genovisio † (26 de octubre de 1435-11 de febrero de 1446 nombrado obispo de Martirano)
- Goffredo de Castro (o Poerio?) † (11 de febrero de 1446-1484 falleció)
- Quintilio de Zenone † (26 de enero de 1484-1514 falleció)
- Luigi de Amato † (26 de enero de 1515-1530 falleció)
- Coriolano Martirano † (20 de junio de 1530-26 de agosto de 1557 falleció)
- Giovanni Antonio della Tolfa † (15 de diciembre de 1557-1562 renunció)
- Pietro della Tolfa † (7 de agosto de 1562-1562 falleció)
- Fabrizio Landriano † (31 de agosto de 1562-1566 falleció)
- Guglielmo Sirleto † (6 de septiembre de 1566-27 de febrero de 1568 nombrado obispo de Squillace)
- Organtino Scaroli † (1 de abril de 1569-1572 falleció)
- Ippolito Bosco † (16 de junio de 1572-30 de enero de 1576 nombrado obispo de Foligno)
- Matteo Guerra † (30 de enero de 1576-1578 falleció)
- Giovanni Antonio Grignetta † (2 de junio de 1578-1585 falleció)
- Marco Antonio del Tufo † (10 de mayo de 1585-21 de octubre de 1585 nombrado obispo de Mileto)
- Francesco Antonio d'Affitto † (21 de octubre de 1585-1586 falleció)
- Antonio Migliori † (13 de octubre de 1586-1591 renunció)
- Ludovico Alferio † (20 de marzo de 1591-26 de marzo de 1594 falleció)
- Giovanni Girolamo Pisano † (3 de octubre de 1594-6 de junio de 1602 falleció)
- Aurelio Novarini, O.F.M.Conv. † (1 de julio de 1602-septiembre de 1606 falleció)
- Giovanni Vincenzo Consacco † (10 de diciembre de 1607-1613 falleció)
- Gabriele Nari, O.P. † (13 de noviembre de 1613-16 de noviembre de 1623 falleció)
- Giovan Battista Indelli † (1 de julio de 1624-28 de octubre de 1629 falleció)
- Consalvo Caputo † (18 de febrero de 1630-8 de agosto de 1633 nombrado obispo de Catanzaro)
- Defendente Brusati † (26 de septiembre de 1633-22 de noviembre de 1647 falleció)
- Giacinto Ceolo, O.P. † (2 de marzo de 1648-1649 falleció)
  - Sede vacante (1649-1652)
- Teodoro Fantoni, C.R.L. † (19 de enero de 1652-6 de julio de 1684 falleció)
- Antonio Papa † (26 de marzo de 1685-10 de julio de 1687 falleció)
- Pietro Antonio d'Alessandro † (31 de mayo de 1688-28 de septiembre de 1693 falleció)
- Francesco Maria Federico Carafa † (25 de enero de 1694-7 de abril de 1704 nombrado obispo de Nola)
- Matteo Gennaro Sibilia † (19 de mayo de 1704-21 de septiembre de 1709 falleció)
  - Sede vacante (1709-1718)
- Bernardo Cavaliere, C.R. † (11 de febrero de 1718-julio de 1728 falleció)
- Alessandro Magno, O.Cist. † (20 de septiembre de 1728-7 de septiembre de 1745 falleció)
- Marcello Sacchi † (22 de noviembre de 1745-3 de septiembre de 1746 falleció)
- Nicola Brescia † (15 de mayo de 1747-2 de febrero de 1768 falleció)
- Baldassarre de Moncada † (20 de junio de 1768-11 de abril de 1789 falleció)
  - Sede vacante (1789-1797)
- Reginaldo Coppola, O.P. † (18 de diciembre de 1797-7 de febrero de 1810 falleció)
  - Sede vacante (1810-1819)

### Obispos de San Marco Argentano y Bisignano
- Pasquale Mazzei † (29 de septiembre de 1819-16 de febrero de 1823 falleció)
- Felice Greco † (3 de mayo de 1824-22 de febrero de 1840 falleció)
- Mariano Marsico † (22 de julio de 1842-14 de octubre de 1846 falleció)
  - Sede vacante (1846-1849)
- Livio Parladore † (28 de septiembre de 1849-19 de septiembre de 1888 falleció)
- Stanislao Maria de Luca † (19 de septiembre de 1888 por sucesión-18 de mayo de 1894 nombrado obispo de San Severo)
- Luigi Pugliese † (5 de junio de 1895-22 de junio de 1896 nombrado obispo de Ugento)
- Carlo Vincenzo Ricotta † (22 de junio de 1896-14 de enero de 1909 falleció)
- Salvatore Scanu † (30 de junio de 1909-22 de enero de 1932 falleció)
- Demetrio Moscato † (24 de junio de 1932-22 de enero de 1945 nombrado arzobispo de Salerno)
- Michele Rateni † (6 de junio de 1945-7 de julio de 1953 falleció)
- Agostino Ernesto Castrillo, O.F.M. † (17 de septiembre de 1953-17 de octubre de 1955 falleció)
- Luigi Rinaldi † (22 de febrero de 1956-antes del 21 de octubre de 1977[nota 10] retirado)

### Obispos de San Marco Argentano-Scalea
- Augusto Lauro † (7 de abril de 1979-6 de marzo de 1999 retirado)
- Domenico Crusco † (6 de marzo de 1999-7 de enero de 2011 retirado)
- Leonardo Bonanno (7 de enero de 2011-10 de diciembre de 2022 retirado)
- Stefano Rega, desde el 10 de diciembre de 2022